# 대정위임론

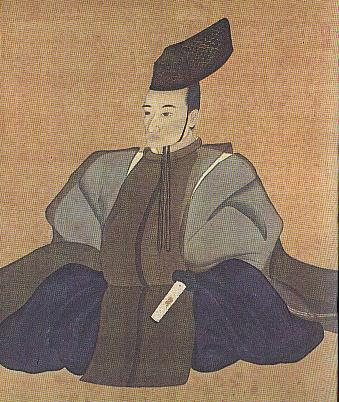
마쓰다이라 사다노부

대정위임론(大政委任論)은 에도 막부가 지배의 정당화를 위해 주장한 이론으로 장군은 천황으로부터 '대정'(大政, 국정)을 위임받아 그 직임으로 일본을 통치하고 있다는 주장이다.

## 내용
에도 시대 초기의 금중병공가제법도(제1조)로부터 그 싹을 볼 수 있지만 그것을 이론화한 것은 14세에 쇼군에 오른 도쿠가와 이에나리를 보좌한 로주 마쓰다이라 사다노부였다고 한다. 사다노부는 1788년(덴메이 8년) 8월 이에나리에게 《왕의 마음가짐에 대한 글》에서 '60여 주는 궁궐에서 맡겨 둔 것'이므로 '쇼군과 다스려지는 천하를 다스리는 제후들은 그 직분을 보좌하는 제후'라고 역설하고, 젊은 장군에게 무가의 동량으로서의 자각을 촉구함과 동시에, "쇼군은 조정으로부터 맡은 일본 60여 주를 통치하는 직책이며 그 직임을 수행하는 것이 조정에 대한 최대의 존경이다"라고 했다.
사다노부는 당시 대두되고 있었던 '존왕론'을 견제하기 위해 천황(조정) 자신이 대정을 쇼군(막부)에게 위임한 것이기 때문에 일단 위임한 이상은 천황이라고 해도 장군의 직임인 대정에 개입하는 것은 허용되지 않는다는 자세를 나타냈던 것이다. 또한 무가도 귀족도 같은 천황의 국가인 일본에 사는 '왕의 신하'라는 논법으로 쇼군 즉 막부는 무사나 서민에 대한 처분과 마찬가지로 문신에 대해서도 처분의 권한을 가진다고 주장하고 존호일건(尊号一件)에 즈음하여 귀족의 처벌을 강행했다.
그러나 반대로 말하면 막부의 권위는 모두 천황이 원래 가지고 있던 것으로, 막부는 그것을 위임받은 존재에 불과하다는 논리도 성립되어 천황이 막부의 상위에 있다는 것으로 해석할 여지를 주게 되었다. 또한 본래 조정이 담당하고 있던 국가통치에 대한 책임을 막부가 전부 진다는 것을 의미하는 것이었다. 19세기에 접어들어 국내의 경제, 사회 문제와 외국 선박의 내항 등 안팎의 문제가 심각해지자 막부가 정치적 책임을 추궁 당하게 되었다. 이윽고, 흑선 내항 이후 심각해진 국내의 혼란을 수습할 수 없게 된 끝에 장군 도쿠가와 요시노부는 대정 위임을 반납한 대정봉환을 선언하게 되었고 이것으로 막부 정치는 끝을 맺게 되었다.

## 같이 보기
- 대정봉환